# Burg Blauenstein (Blaubeuren)
Die Burg Blauenstein ist eine abgegangene Spornburg auf dem 654 m ü. NN hohen Blaufelsen über der Stadt Blaubeuren im Alb-Donau-Kreis in Baden-Württemberg. 

## Geschichte
Die Burg wurde vermutlich von den Grafen von Helfenstein im 13. Jahrhundert erbaut, um die Albhochfläche nördlich Blaubeurens und die von dort kommende Straße zu überwachen. Die Burg wurde 1303 erstmals erwähnt, als Graf Ulrich VIII. von Helfenstein sie an die Herzöge von Österreich verkaufte und sie als Lehen wieder zurückerhielt. Im Jahr 1384 wurde Blauenstein durch Gräfin Anna von Helfenstein an den Ritter Lutz von Landau verpfändet, 1397 war die Burg im Besitz der Stadt Ulm.
1519 wurde Burg Blauenstein zusammen mit Blaubeuren und Burg Ruck von Herzog Ulrich von Württemberg mit 300 Mann belagert und beschossen. Dieser musste aber nach heftiger Gegenwehr wieder abziehen. 
Ab dem Jahr 1553 wurde die Burg dann mehrmals als baufällig bezeichnet, auch wurden neuere Gebäude auf dem Burgplatz erwähnt (1616: Blauhäuslein). 1628 fanden an der Anlage Instandsetzungsarbeiten statt, die aber den Abgang der Burg nicht aufhalten konnten. 1699 heißt es: „Die Festung Blauenstein, so auf dem Blaufelsen gestanden, ist nunmehr ganz abgegangen. Vor weniger Zeit ist noch ein Blockhaus zu sehen gewesen ...“, ab 1773 wurde sie durch die Stadt Blaubeuren auf Abbruch verkauft.

## Beschreibung
Die ehemalige kleine Spornburg mit einer Grundfläche von etwa 32 mal 10 Metern bestand wahrscheinlich nur aus einem Steinturm. Erhalten hat sich von der Anlage nur noch der Rest eines Halsgrabens und eines Abschnittsgrabens. Der Fels dient heute als Aussichtspunkt auf die Stadt Blaubeuren.